# Metals
Metals è il quarto album discografico in studio della cantautrice canadese Feist, pubblicato nel 2011.

## Il disco
L'album è stato scritto tra Parigi (Francia) e Big Sur (California), mentre è stato registrato a Toronto e Big Sur a partire dal gennaio 2011 con la collaborazione di Gonzales, Mocky, Brian LeBarton, Dean Stone ed il produttore islandese Valgeir Sigurðsson.
Il titolo è in parte ispirato al libro di Charles C. Mann 1491: New Revelations of the Americas Before Columbus.
L'album è stato pubblicato il 30 settembre in diversi Paesi europei e non, il 3 ottobre seguente nel Regno Unito ed il 4 ottobre negli Stati Uniti ed in Canada.
Il primo singolo estratto è stato How Come You Never Go There (12 aprile 2011).
L'album è stato seguito da un tour partito da Amsterdam (Paesi Bassi) nell'ottobre 2011 e finito precisamente un anno dopo (ottobre 2012) in Cile. Il tour ha toccato tutta l'Europa, Indonesia, Singapore, Australia, Nord America e Sud America. In diverse di queste date Feist si è esibita con Gonzales, M. Ward, Timber Timbre, Bon Iver e The Low Anthem.
Metals ha debuttato alla posizione numero 7 della Billboard 200 (Stati Uniti). Nel Regno Unito ha raggiunto la posizione numero 28 della Official Albums Chart. Ha raggiunto la "Top 10" in diversi altri Paesi europei: Germania (numero 6), Belgio-Fiandre (numero 7), Francia (numero 9), Danimarca (numero 10) e Norvegia (numero 10). È stato certificato disco di platino (oltre 80 000 copie vendute) in Canada, dove ha raggiunto la seconda posizione in classifica.
L'album ha vinto il Polaris Music Prize 2012. Ha ricevuto una nomination ai BRIT Award 2012 nella categoria "Miglior artista femminile straniera".

## Tracce
1. The Bad in Each Other – 4:44
2. Graveyard – 4:17
3. Caught a Long Wind – 4:54
4. How Come You Never Go There – 3:24
5. A Commotion – 3:53
6. The Circle Married the Line – 3:22
7. Bittersweet Melodies – 3:56
8. Anti-Pioneer – 5:33
9. Undiscovered First – 4:58
10. Cicadas and Gulls – 3:16
11. Comfort Me – 4:04
12. Get It Wrong, Get It Right – 3:39

## Formazione
- Leslie Feist - autrice, voce, arrangiamenti (anche corni e archi), chitarra, organo, piano

Altri musicisti
- Evan Cranley - euphonium, arrangiamenti corni, trombone
- Jessica Ivry - violoncello, voce
- Mocky - basso elettrico, basso acustico, batteria, piano
- Gonzales - arrangiamenti (anche corni e archi), basso elettrico, autore, batteria, organo, piano
- Brian LeBarton - basso elettrico, autore, batteria, organo, piano, sintetizzatore
- Dina Maccabee - viola, voce
- Jannie McInnes - direzione creativa
- Alisa Rose - violino, voce
- Irene Sazer - violino, voce
- Valgeir Sigurðsson - arrangiamenti archi
- Colin Stetson - basso, clarinetto, flauto, corno francese, arrangiamenti corni, sax, tromba
- Dean Stone - batteria, percussioni